# Jonathan Netanjahu

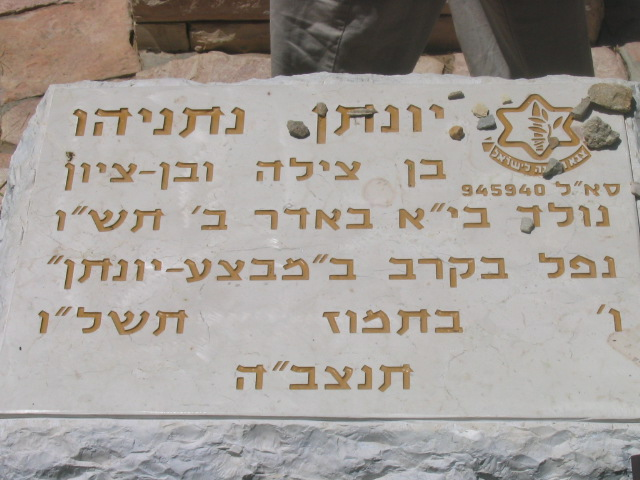
Netanjahus Grabstein auf dem Herzlberg in Jerusalem, Nationaler Militärfriedhof, Israel

Jonathan „Joni“ Netanjahu (hebräisch יונתן "יוני" נתניהו; englisch Yonatan „Yoni“ Netanyahu; geboren am 13. März 1946 in New York, Vereinigte Staaten; gestorben am 4. Juli 1976 in Entebbe, Uganda) war Oberstleutnant der Spezialeinheit Sajeret Matkal der Israelischen Streitkräfte. Er kam bei der Befreiung von Geiseln um, die zuvor eine Woche lang von palästinensischen und deutschen Flugzeugentführern festgehalten und mit dem Tode bedroht worden waren.  

## Leben
Jonathan war der älteste Sohn von Zila und Benzion Netanjahu. Sein Vater, in Warschau geboren und als Zehnjähriger nach Palästina eingewandert, war Professor für jüdische Geschichte und Herausgeber der Encyclopaedia Hebraica, seine Mutter stammte aus Petach Tikwa. Sein jüngerer Bruder Benjamin Netanjahu ist mit mehreren Pausen seit 1999 Ministerpräsident Israels. Sein zweiter Bruder Iddo ist Radiologe und Autor. 
1949 zog die Familie in den neu gegründeten Staat Israel. Nach einem neuerlichen USA-Aufenthalt von 1956 bis 1958 absolvierte Jonathan das Gymnasium in Jerusalem. Ein Jahr vor seinem Abschluss zog die Familie jedoch wiederum in die USA, wo er die High School in Wyncote in Pennsylvania besuchte, als Klassenkamerad des Baseballspielers Reggie Jackson. Nach seinem Abschluss im Juni 1964 kehrte er nach Israel zurück und wurde Soldat in der Armee, wo er der Fallschirmjäger-Brigade beitrat und im Sechstagekrieg kämpfte. Im August 1967 heiratete er seine langjährige Freundin Tirza. Das Paar flog in die USA, wo Netanjahu ein Studium der Philosophie und Mathematik an der Harvard University aufnahm. Angesichts der steigenden Spannungen im Abnutzungskrieg zwischen Israel und Ägypten verspürte er jedoch den Wunsch, nach Israel zurückzukehren, studierte einige Monate an der Hebräischen Universität und kehrte dann zur Armee zurück. 1972 wurde seine Ehe aufgelöst.
Als Oberstleutnant war er Kommandeur der Spezialeinheit Sajeret Matkal, die von Israel zur Befreiung der zum größten Teil israelischen Geiseln palästinensischer Terroristen der Volksfront zur Befreiung Palästinas (PFLP) und zweier deutscher Terroristen der Revolutionären Zellen entsandt wurde. Während dieser Operation in Entebbe, Uganda, wurde er als einziger israelischer Militärangehöriger während der Befreiungsaktion getötet.

## Gedenken, Ehrungen und Auszeichnungen
Ihm zu Ehren wurde die Militäraktion zur Geiselbefreiung in Entebbe offiziell in Operation Yonatan (vormals Operation Donnerball) umbenannt.
Netanjahu wurde für seine Verdienste im Jom-Kippur-Krieg mit der Medal of Distinguished Service (hebräisch עיטור המופת) ausgezeichnet.
Seine Familie gründete in seinem Gedenken das Yonatan Institute, das bis 1980 von seinem Bruder Benjamin Netanjahu geleitet wurde, und das sich der Organisation von prominent besetzten Konferenzen und Veröffentlichungen zur Thematik des gegen Israel gerichteten Terrorismus widmete.
Fünf Jahre nach seinem Tod waren in Israel bereits rund 70 Schulen, Parks und andere öffentliche Orte und Einrichtungen nach ihm benannt.
Am ehemaligen Flughafengebäude von Entebbe erinnert seit 2005 eine Gedenktafel an die Militäraktion und an Netanjahu.

## Filme
- Follow Me: The Yoni Netanyahu Story (2012) Regie: Jonathan Gruber (auf Vimeo)
- Yoni: The Life of Lieutenant Colonel Jonathan Netanyahu (2002, 57 Min.) Regie: Semion Vinokur (auf YouTube)

## Theaterstück
- To Pay the Price (2009), Autor: Peter-Adrian Cohen